# دایجو-جی
دایجو-جی (انگلیسی: Daiju-ji) معبد بودیسم واقع در اوکازاکی است. دایجو-جی که توسط ماتسودایرا چیکاتادا (松平 親忠) در سال ۱۴۷۵ ساخته شد، معبد خانوادگی خاندان ماتسودایرا (松平氏) و شوگون خاندان توکوگاوا (德川氏) بود.